# Charles Marie de La Condamine

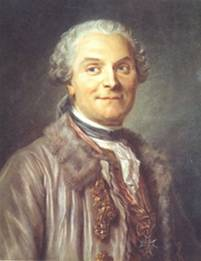
Charles Marie de la Condamine 1753, Porträt von Maurice Quentin de La Tour

Charles-Marie de La Condamine (* 28. Januar 1701 in Paris; † 4. Februar 1774 ebenda) war ein französischer Reisender, Mathematiker, Enzyklopädist und Astronom. Er erlangte insbesondere Bekanntheit durch seine Südamerikareise 1735–1745 und als engagierter Befürworter der Pockenimpfung in der zweiten Hälfte des 18. Jahrhunderts.
Von 1743 bis 1745 bereiste Charles-Marie de La Condamine den Amazonas und trug wesentlich zu einer besseren Kenntnis der Region, sowohl geografisch, als auch botanisch und zoologisch bei. La Condamine gilt als ein Wegbereiter von Alexander von Humboldt, der von 1799 bis 1804 Südamerika, Mexiko, Kuba und Nordamerika bereiste.
Ebenfalls bedeutend ist La Condamines Einsatz für die Pockenimpfung, wo er maßgeblich zur Verbreitung der Inokulation in Frankreich und Europa beitrug. Charles-Marie de La Condamine war Mitglied der Académie des Sciences und der Académie française. Er war international mit zahlreichen aufgeklärten Intellektuellen seiner Zeit vernetzt.

## Anfänge (1701–1735)

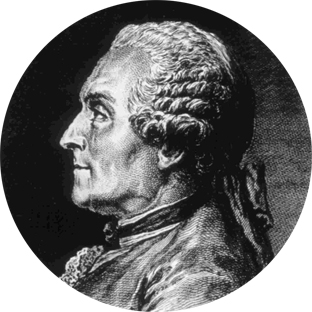
Charles-Marie de La Condamine

### Herkunft und Ausbildung
Charles-Marie de La Condamine wurde 1701 als Sohn des Steuerbeamten Charles de La Condamine (1649–1711) und seiner Frau Marguerite-Louise de Chources (* ca. 1670–1710) in Paris geboren. Das Paar hatte zwei Kinder und Charles Marie noch eine ältere Schwester, die Anne Marie Louise de La Condamine (* ca. 1700–1771). In den ersten Jahren wurde La Condamine auf einem Internat unterrichtet und besuchte anschließend das Collège Louis-le-Grand, wo unter anderem der renommierte Pater Charles Porée sein Lehrer war. Nach seiner Schullaufbahn trat La Condamine in das Militär ein und nahm mit einem Dragoner-Regiment 1719 im Krieg gegen Spanien an der Belagerung von Roses teil. Kurze Zeit später trat der junge La Condamine ernüchtert aus dem Militär aus und wandte sich den aufgeklärten und wissenschaftlichen Kreisen von Paris zu. Hier erteilte er dem damals erst 14-jährigen Louis de Tressan Mathematikunterricht und schloss Freundschaft mit Voltaire. Gemeinsam beschlossen er und Voltaire 1729–1730 die Pariser Lotterie zu „knacken“: Hintergrund war eine Berechnung La Condamines, nach der man einen Reingewinn von etwa 1 Million livres erzielen würde, wenn man die Gesamtheit der Lose aufkaufte. Den beiden gelang der Coup – der zuständige Minister hatte sich verkalkuliert – und sie gewannen jeweils 500.000 livres bei dem Geschäft.

### Eintritt in die Académie des Sciences (1730)
Seine mathematisch-naturwissenschaftliche Begabung und seine guten Kontakte waren es schließlich auch, die La Condamine zur Pariser Académie des Sciences führten: Am 12. Dezember 1730 wird er dort zum Adjunkt für das Fach Chemie ernannt. Seine ersten Arbeiten veröffentlichte er 1731 zu den geometrischen Kegeln und zu kristallinen Gebilden. Schon bald darauf verließ er allerdings Paris und brach zu seiner ersten Reise auf: An Bord eines Schiffes unter Führung des Freibeuters René Duguay-Trouin bereiste er das Mittelmeer bis zur Levante und verbrachte unter anderem fünf Monate in Konstantinopel. 1732 kehrte er mit reicher wissenschaftlicher Ausbeute zurück und präsentierte seine vielfältigen Beobachtungen, von den antiken Stätten Griechenlands bis zu medizinischen Kuriositäten, als Observations mathématiques et physiques faites dans un voyage de Levant vor der Akademie.

## Expedition nach Südamerika (1735–1745)

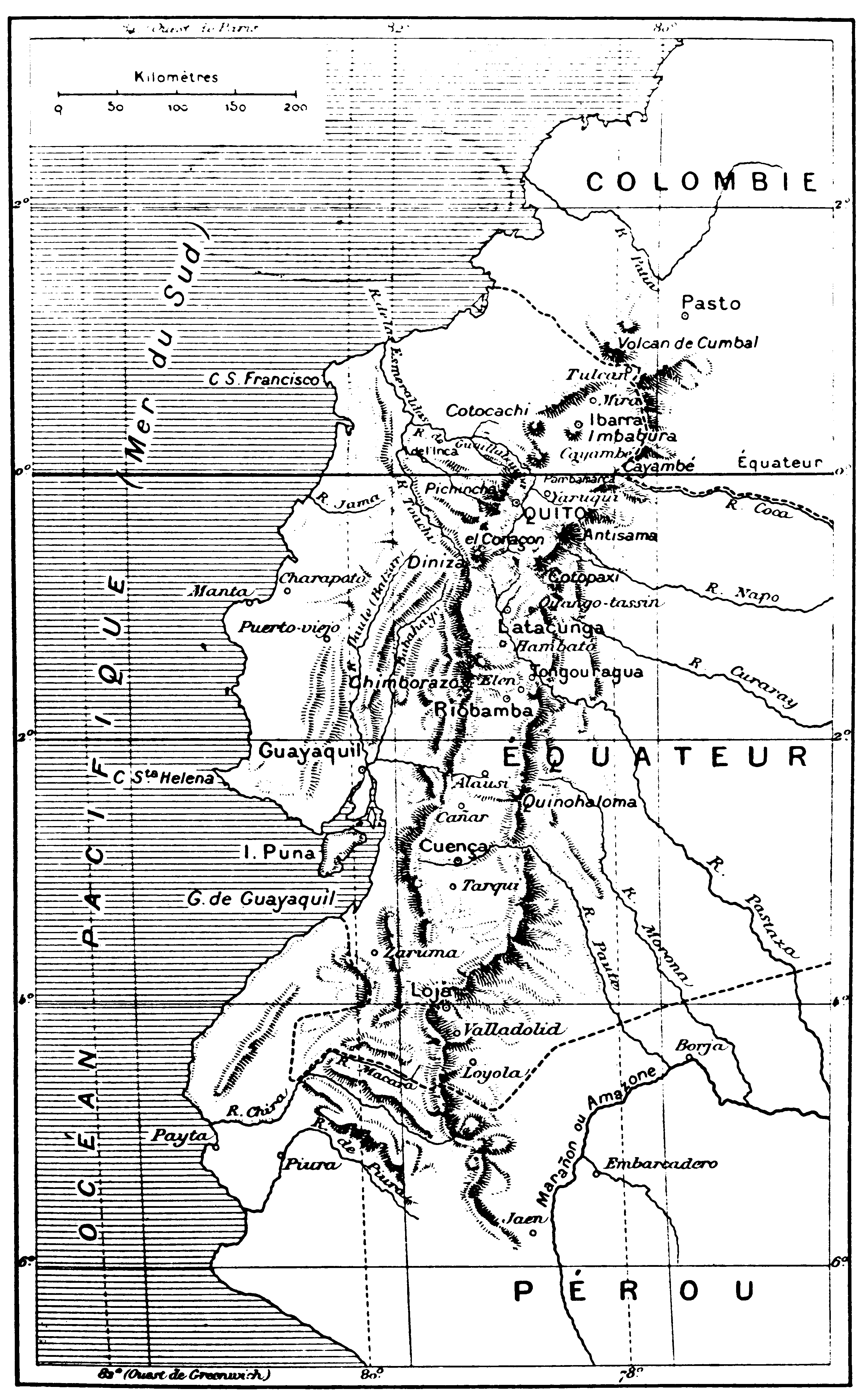
Karte von Ecuador mit dem Weg der Expedition von La Condamine über die Anden von Quito nach Cuenca

Die 1730er Jahre waren aber vor allem die Zeit einer großen grundsätzlichen Debatte der Physik: der Frage nach der Erdfigur. Während die traditionelle Lehrmeinung in Frankreich (vertreten unter anderem von Jacques Cassini) ganz nach Descartes annahm, dass die Erde wie ein Wirbel am Äquator enger war als an den Polen, vertraten vornehmlich jüngere Wissenschaftler, darunter auch La Condamine und Pierre-Louis Moreau de Maupertuis, die „englische“ Auffassung nach Newton, die ganz im Gegenteil davon ausging, dass die Erde an den Polen abgeflacht war und somit am Äquator breiter. Um diesen Streit zu beenden und die „wahre“ Gestalt der Erde zu ermitteln (was auch für präzise Kartographie von enormer Bedeutung war) wurden zwei Expeditionen gebildet, die jeweils die Messung eines Meridians vornehmen sollten: Während Maupertuis nach Lappland aufbrach, um am Polarkreis einen Längengrad zu messen, wurde La Condamine Mitglied der zweiten Expedition, die nach Südamerika an den Äquator – in das damalige Vizekönigreich Peru – geschickt wurde.
Am 16. Mai 1735 lief die Expedition im Auftrag Ludwigs XV. im Hafen von La Rochelle aus und erreichte nach Etappen in Santo Domingo und Panama im März 1736 schließlich den Äquator. Neben La Condamine waren unter anderem Louis Godin (Leiter und dienstältestes Akademie-Mitglied), Pierre Bouguer (ein früheres mathematisches „Wunderkind“) und Joseph de Jussieu (Botaniker) Teil der Expedition. Später wurde die Gruppe noch um die beiden spanischen Offiziere Jorge Juan und Antonio de Ulloa sowie den kreolischen Kartographen Pedro Vicente Maldonado ergänzt. Mit Maldonado verband La Condamine eine große Freundschaft, die über die Reisezeit hinausging.

### Messungen zur Erdgestalt (1736–1743)

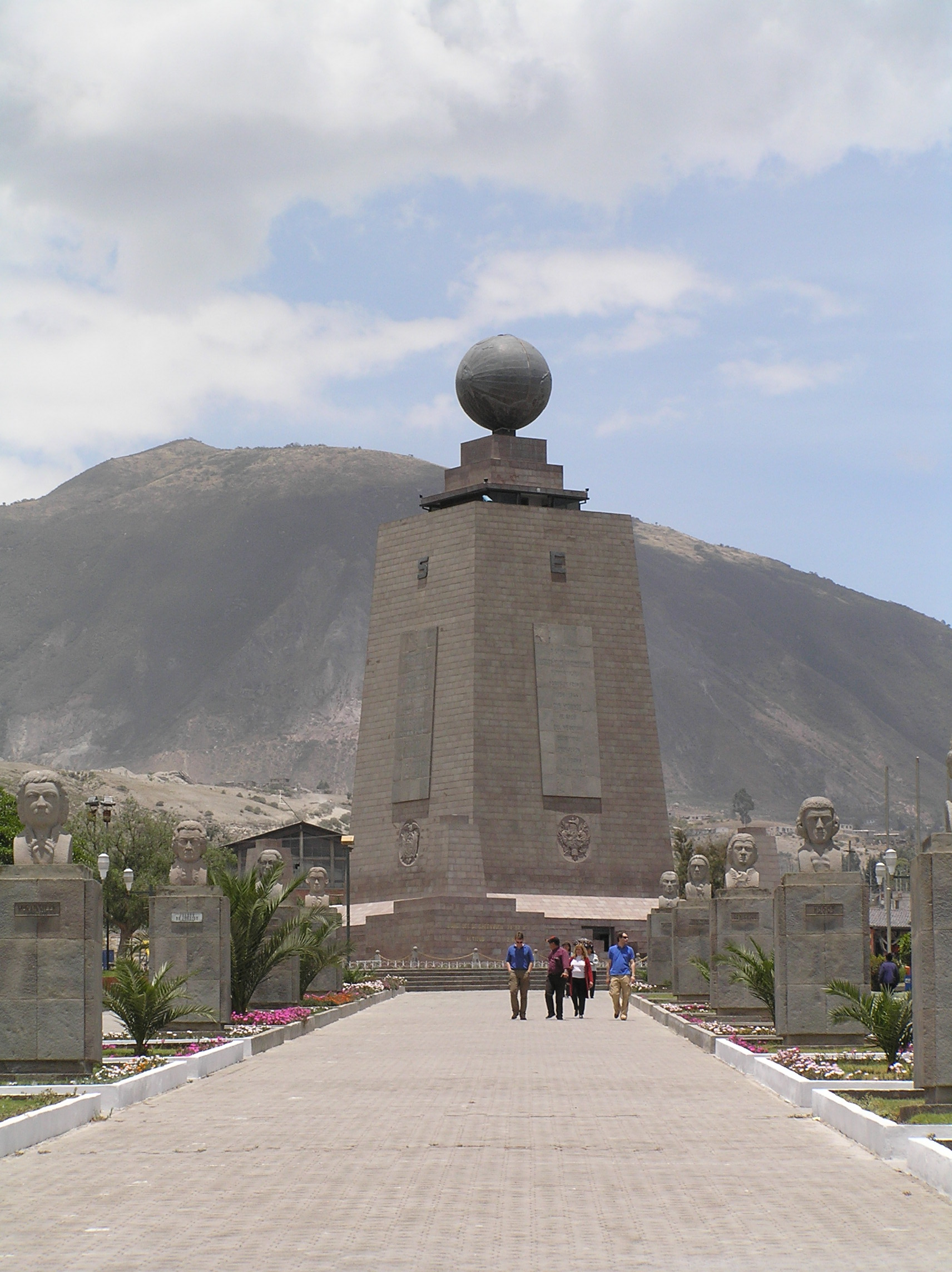
Denkmal für die Erdvermesser um La Condamine in San Antonio de Pichincha

Bereits ab Santo Domingo kam es zwischen den drei Wissenschaftlern La Condamine, Godin und Bouguer zu erheblichen Spannungen. Alle drei beanspruchten die führende Rolle in der Expedition: Während Godin und Bouguer auf Anerkennung und Erfahrung in der Akademie verweisen konnten, hatte La Condamine als einziges Mitglied praktische Reiseerfahrung, die in der unwirtlichen Wildnis von großem Wert war. Wegen der Differenzen trennten sich die Wege der drei immer wieder: Um beispielsweise vom Hafen von Guayaquil nach Quito zu gelangen, beschloss La Condamine, alleine eine beschwerlichere und längere Landroute zu wählen. Die Aufteilung ermöglichte der Expedition zugleich, mehr und verschiedene Beobachtungen vorzunehmen. Auf dem Weg nach Quito musste La Condamine dichte Wälder und erste Gebirgszüge der Anden überwinden, bevor er die Stadt schließlich erreichte. Etwas später reiste La Condamine ebenfalls alleine in die Hauptstadt des Vizekönigreichs nach Lima, um dort wichtige Angelegenheiten für die Expedition zu erledigen. Auf seinen Reisen durch Peru untersuchte La Condamine unter anderem Chinin (und dessen fiebersenkende Wirkung), über das er eine Abhandlung für die Akademie verfasste. Die Forschungen in Südamerika waren enorm vielfältig, so führte La Condamine mit Bouguer auch verschiedenste Beobachtungen und Experimente in den Anden durch (unter anderem auf dem Chimborazo), wo in Höhen geforscht werden konnte, die in Europa unerreichbar waren.
Die Breitengradmessungen selbst nahmen die Wissenschaftler mit Hilfe des Triangulationsverfahrens vor. Hierzu wurden Pyramiden in den Bergen errichtet, die anschließend als Visierpunkte für die Messungen dienten. 1739 schlossen sie die (erdbezogenen) geometrischen Messungen ab und nahmen ergänzend notwendige astronomische Messungen in der Stadt Cuenca vor. Erst 1743 waren schließlich alle Arbeiten abgeschlossen. Sie bestätigten die Theorie Newtons: Die Erde ist an den Polen abgeplattet.
Die Rückreise traten die Wissenschaftler auf unterschiedlichen Wegen an: Während Louis Godin und Joseph de Jussieu zunächst in Südamerika blieben, reiste Pierre Bouguer mit dem Schiff auf ähnlichem Weg wie bei der Hinreise zurück. La Condamine hingegen wählte einen gefährlicheren Weg, um die Gelegenheit zu weiteren neuen Erkenntnissen und Forschungen zu haben: Er entschied sich, den Kontinent auf dem Amazonas zu durchqueren und anschließend von Cayenne aus nach Frankreich zurückzukehren.

### Amazonasreise (1743–1745)
La Condamine gilt als der erste wissenschaftlich gebildete Mann, der den Amazonas in seiner vollen Länge befuhr. Vor ihm hatten seit dem 16. Jahrhundert Spanier (u. a. Francisco de Orellana, Pedro de Ursúa und Lope de Aguirre) und Portugiesen (u. a. Pedro Teixeira) den Amazonas auf der Suche nach Gold, Gewürzen, Macht und Reichtum befahren. Im 17. Jahrhundert waren es insbesondere geistliche Missionare (u. a. Cristóbal de Acuña, Samuel Fritz) die sich in den Dschungel vorwagten, um dort indianische Völker zum Christentum zu bekehren. Während also die ersten Reisenden aus wirtschaftlichen, machtpolitischen oder religiösen Motiven auf dem Fluss reisten, waren bei La Condamine zum ersten Mal Forschung und Wissenschaft das Anliegen der Reise. So stand am Ende der Reise in seiner Relation abrégée d’un voyage … dans … l’Amérique eine Beschreibung des Amazonas aus vorrangig wissenschaftlicher Sicht, die das Abenteuer nahezu gänzlich ausblendete. Für einen Reisenden der Aufklärung ziemte es sich nicht abenteuerlustig zu sein; Rationalität, Präzision und Wissenschaftlichkeit waren die Ideale dieser Zeit, nach denen auch La Condamine seine Reise organisierte und beschrieb.
La Condamine machte es sich zur vorrangigen Aufgabe, den Fluss präzise zu kartographieren. Die bis dahin existierenden Karten von Nicolas Sanson (der selbst nie im Amazonas war und auf Grundlage eines Reiseberichts von Cristóbal de Acuña zeichnete) und dem Jesuitenpater Samuel Fritz wiesen zahlreiche Fehler auf und waren ohne Instrumente und Messungen angefertigt worden. La Condamine hingegen nahm genaue astronomische Ortsbestimmungen vor und erstellte so eine äußerst genaue Karte der Amazonasregion, die das zentrale Produkt seiner Reise wurde. Nach der Messung der Erdgestalt folgte so die Messung des Amazonasbecken durch La Condamine.
Doch neben den kartographischen Erkenntnissen sammelte La Condamine auch eine Vielzahl anderer Beobachtungen, die er in seiner „Relation“ festhielt. Unter anderem zu Curare, dem Pfeilgift der Indianer; dem heute sehr bekannten Gummirohstoff Kautschuk, den er 1751 der Pariser Akademie näher beschrieb; zur Tierwelt (u. a. zum Zitteraal dessen eigenartige (später als elektrisch identifizierte) Schläge La Condamine vor große Rätsel stellten) oder aber den Pocken und der Pockenimpfung. In Cayenne, dem Zielort seiner Amazonasfahrt, stellte er ebenfalls Überlegungen zu einem einheitlichen internationalen Maß auf Grundlage der Länge des Pendels am Äquator an. Am 22. August 1744 verließ La Condamine Cayenne und reist über Surinam und Amsterdam zurück nach Paris, das er am 23. Februar 1745 erreichte.

## Rückkehr nach Europa (1745–1774)

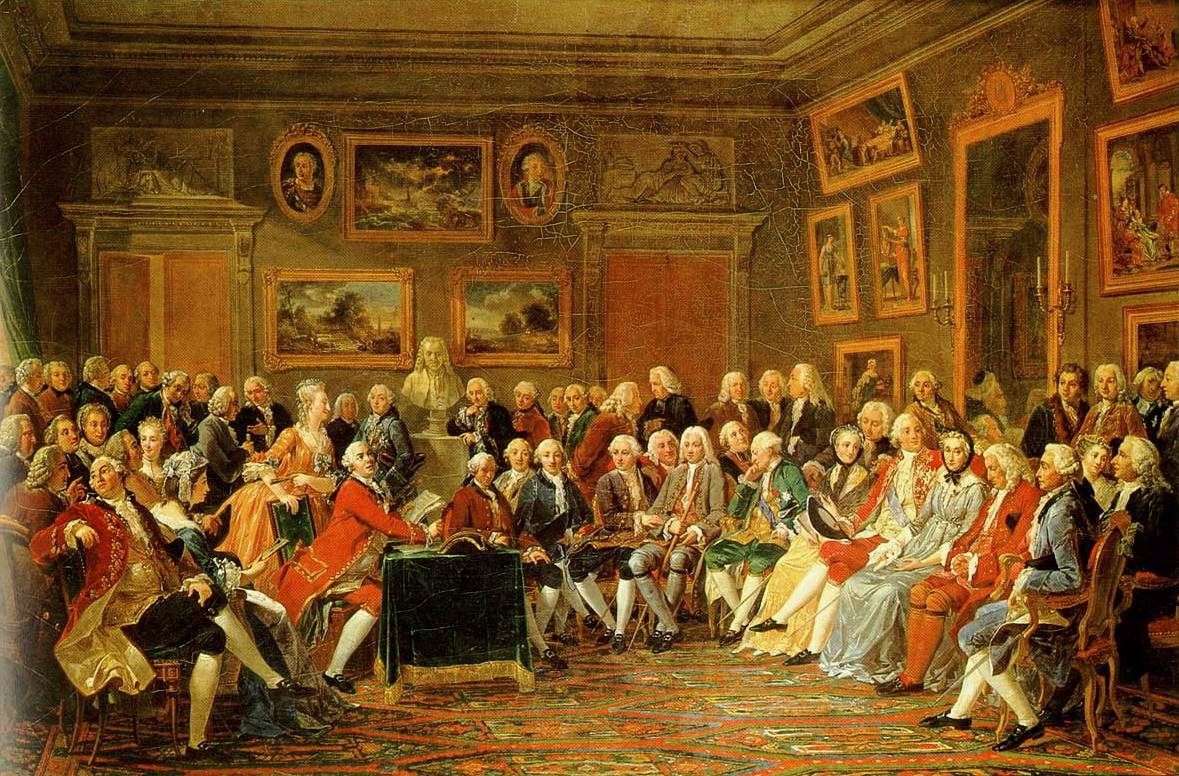
La Condamine verkehrte in der aufgeklärten Pariser Gesellschaft. Auf diesem Bild von Anicet Charles Gabriel Lemonnier ist er in der hintersten Reihe die sechste Person von links, erkennbar an dem Hörrohr, das er wegen seiner Schwerhörigkeit benutzen musste.

Als La Condamine 1745 nach Europa zurückkehrt, ist die Frage, wegen der er 10 Jahre zuvor nach Südamerika aufgebrochen war, längst beantwortet: Die Erde ist an den Polen abgeflacht; das hat Pierre-Louis Moreau de Maupertuis bereits 1737 der Akademie dargelegt und Pierre Bouguer anhand der Messungen am Äquator 1744 bestätigt. Für La Condamine gibt es kein Publikum mehr, um die Erdgestalt in der Académie des Sciences zu debattieren. So entscheidet er sich, die sieben Jahre in Peru gänzlich auszublenden und trägt der Akademie die wissenschaftlichen Ergebnisse seiner Amazonasreise und als Zugeständnis an eine neugierige Leserschaft auch einige Gedanken zu den großen Mythen des Amazonas vor: dem El Dorado, den Muiraquitã und den Amazonen. Sein zugleich erkenntnisreicher und spannender Bericht stößt auf äußerst positive Resonanz in und außerhalb der Wissenschaftsgemeinde und macht La Condamine äußerst berühmt. Langfristig gelingt es ihm so, noch vor seinen beiden Kollegen Bouguer und Godin den Ruhm der Expedition zu ernten.

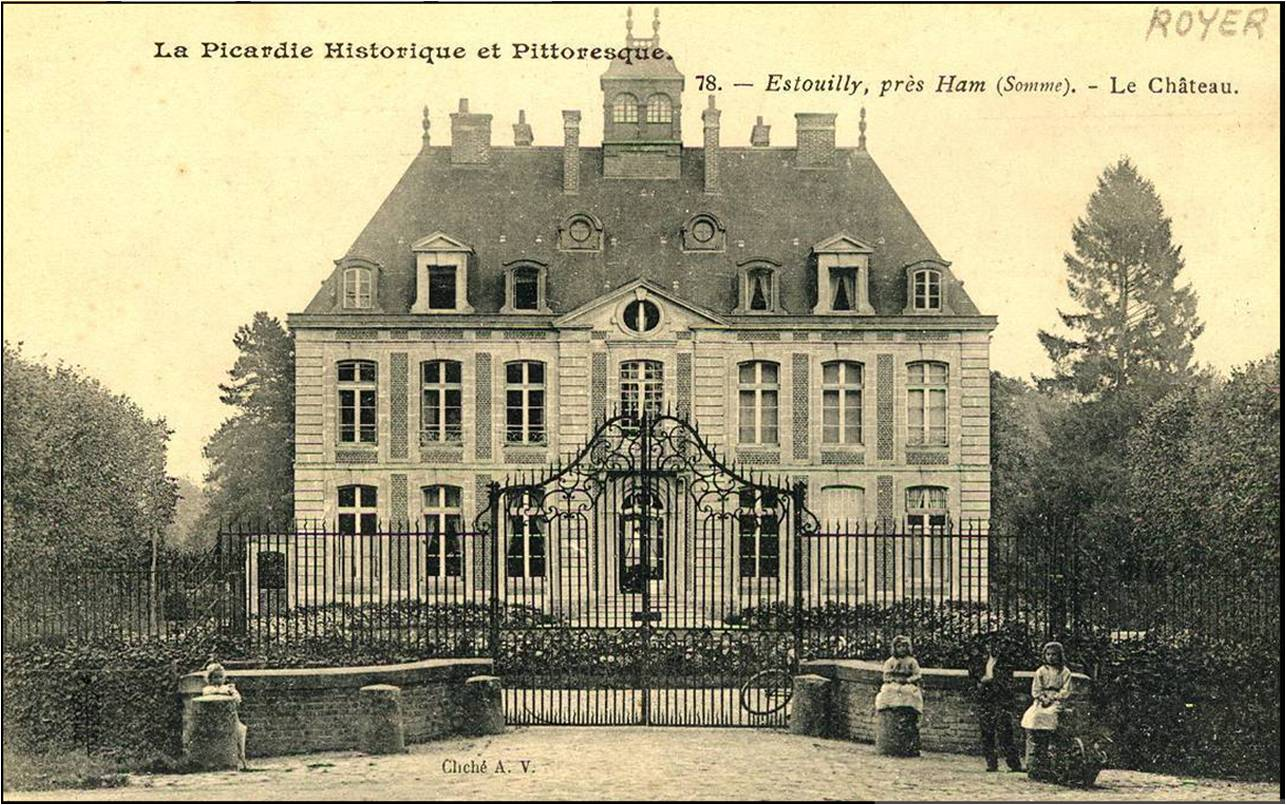
Château de La Condamine in Estouilly

Nach seiner Rückkehr nach Europa widmete sich La Condamine vor allem der Pockenimpfung. Er heiratete im August 1756 seine deutlich jüngere Nichte Charlotte Bouzier d’Estouilly (* ca. 1730). Wegen der engen Verwandtschaft zwischen ihm und seiner Frau beantragte er die päpstliche Einwilligung zur Ehe, die er erhielt. Trotz des Altersunterschiedes und der Kinderlosigkeit scheinen die beiden eine zufriedene Ehe geführt zu haben, wobei Charlotte d’Estouilly ihren Mann eher wie einen Vater und Freund liebte. La Condamine sprach mehrere Sprachen und korrespondierte mit Intellektuellen aus ganz Europa, unter anderem Johann II Bernoulli aus Basel und Samuel Formey aus Berlin. Er trug weiterhin einige Artikel zur Encyclopédie von Denis Diderot und Jean Baptiste le Rond d’Alembert bei. Mit seinem Jugendfreund Voltaire zerstritt er sich, als Voltaire 1752 in seiner Satire La Diatribe du Docteur Akakia seinen großen Freund Maupertuis verspottete und lächerlich machte. Ab diesem Zeitpunkt standen sich die beiden bis zum Ende ihres Lebens feindlich gegenüber. La Condamines großes Ansehen spiegelte sich auch in seiner Zugehörigkeit zu mehreren gelehrten Gesellschaften ganz Europas: Er war Mitglied der Royal Society in London, der Berliner Akademie der Wissenschaften und der Akademien in Sankt-Petersburg und Bologna. Gesundheitlich ging es La Condamine seit seiner Rückkehr zunehmend schlechter. Er litt unter Schwerhörigkeit und zunehmenden Lähmungen infolge einer Krankheit. Seit 1763 war er fast gänzlich gelähmt. Als er von einer neuen Operation hörte, mit der man seine Krankheit behandeln könne, bot er sich als Versuchspatient an, starb allerdings 1774 an den Folgen des Eingriffs.

### Einsatz für die Pockenimpfung (1754–1765)
La Condamine war selbst in seiner Jugend an den Pocken erkrankt, einem Leiden, das im 18. Jahrhundert, dem sogenannten „Zeitalter der Pocken“, etwa eine von 14 Personen befiel und das in einem von 6 Fällen tödlich verlief. Ärzte erkannten, dass die Krankheit nur einmal im Leben auftritt und je nach Umständen unterschiedlich verläuft. Aus diesen Erkenntnissen entwickelten sie die Inokulation als eine Frühform der Impfung, bei der die Infektion bewusst und kontrolliert herbeigeführt wurde. Da allerdings teilweise bis dahin gesunde Menschen an den Folgen der Erkrankung durch Inokulation verstarben, war die Methode in Europa unter Medizinern und Wissenschaftlern äußerst umstritten. La Condamine, der in Südamerika Inokulation als äußerst erfolgreiche Praxis bei den Indianern erlebt hatte, setzte sich mit großen Engagement für die Inokulation ein. Er verfasste insbesondere drei Schriften zur Geschichte der Inokulation 1754, 1758 und 1765, die er 1773 zur Histoire de l’Inoculation bündelte. Diese waren weniger medizinische Texte als vielmehr eine Sammlung von Berichten erfolgreicher Inokulationen und eine kritische Betrachtung der negativ verlaufenen Erkrankungen (bei der er häufig äußere Umstände oder Fehler der Ärzte als Ursache befand). Dabei schrieb La Condamine für „die sanften Mütter, deren Mut eine Stütze brauchte“ um die Inokulation bei ihren Kindern zuzulassen, wie es nach La Condamines Tod Nicolas de Condorcet ausdrückte.

### Eintritt in die Académie française (1760)
La Condamine war nicht nur ein großer Wissenschaftler, sondern auch ein begabter Schriftsteller. Seine schreiberische Tätigkeit fand ihre größte Würdigung in der Aufnahme in die Académie Française im Jahr 1760, die Begrüßungsrede hielt Georges-Louis Leclerc de Buffon. Zu seinen explizit schriftstellerischen Werken gehören Les Quand von 1760: eine kritisch-satirische Antwort auf das Theaterstück Les Philosophes von Charles Palissot de Montenoy; Le Pain Mollet von 1765 (veröffentlicht 1768): eine Kurzgeschichte in Versen, in der er Anti-Inokulisten verspottet; sowie eine posthum erschienene Sammlung von Gedichten. Weiterhin ist die 1755 erschienene Histoire d’une fille sauvage trouvée dans les bois zu erwähnen, die La Condamine zugeschrieben wird und das Schicksal des „wilden“ Mädchens Marie-Angélique Memmie LeBlanc erzählt, das bis zum 10. Lebensjahr alleine im Wald aufgewachsen sein soll.

### Reisen nach Italien (1757) und England (1763)
1757 unternahm La Condamine eine Reise nach Italien. Obwohl er ursprünglich beabsichtigte, dort einen Erholungsaufenthalt aus gesundheitlichen Gründen zu machen, konnte er seine Neugier nicht bremsen und brachte der Akademie eine reiche Ausbeute verschiedener Beobachtungen zurück: Unter anderem stellte er Hypothesen zu den Längen der alten römischen Maßeinheiten an und untersuchte Vulkane, insbesondere den Vesuv und besuchte Pompeji. Seine Ergebnisse fasste er in seinem Extrait d’un journal de voyage en Italie für die Akademie zusammen. Auf dieser Reise holte er auch die päpstliche Einwilligung für die Ehe mit seiner Nichte.
1763 trat La Condamine eine weitere Reise an und besuchte das „Mutterland“ der Inokulation: England. Er hielt sich einige Zeit in London auf und traf dort mehrere englische Gelehrte. Zurück aus England nahmen die Lähmungserscheinungen La Condamines stark zu, sodass diese Reise seine letzte blieb.

## Ehrungen
1935 wurde von der Internationalen Astronomischen Union der Mondkrater La Condamine nach ihm benannt, ebenso im November 2002 der Asteroid (8221) La Condamine. Im Februar 1803 war nach ihm bereits eine Gruppe kleiner Inseln des australischen Archipels Laplace als Ilots La Condamine benannt worden.

## Schriften

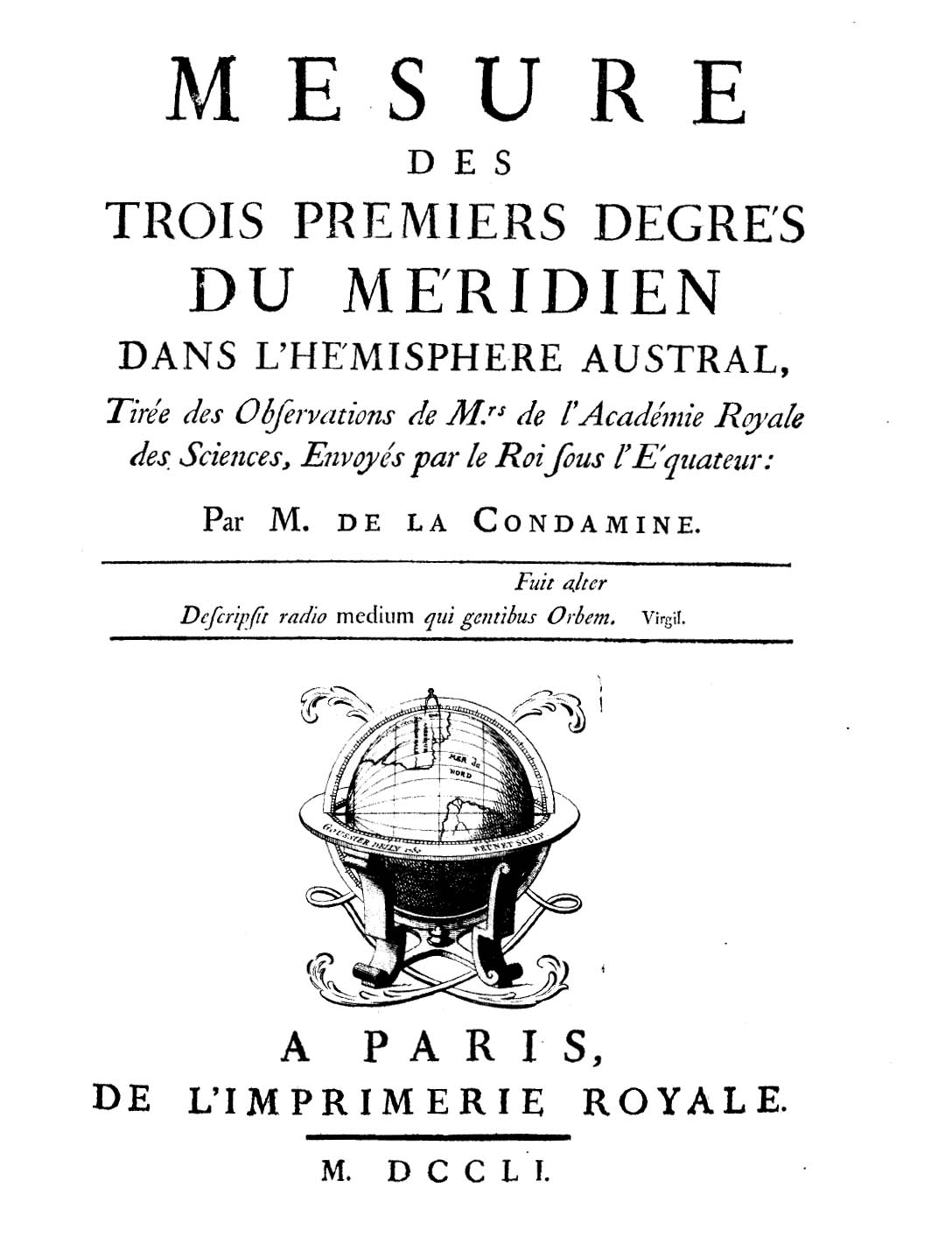
Mesure des trois premiers degrés du méridien dans l’hémisphere austral, 1751

### Académie des sciences (Auswahl)
- Observations mathématiques & physiques, faites dans un voyage du Levant en 1731 & 1732. In: Histoire de l’Académie des sciences … 1732. Paris 1735, S. 295–322.
- Nouvelle manière d’observer en mer la déclinaison de l’aiguille aimantée. In: Histoire de l’Académie … 1733. Paris 1735, S. 446–456.
- Manière de déterminer astronomiquement la différence en Longitude de deux lieux peu éloignés l’un de l’autre. In: Histoire de l’Académie des sciences … 1735. Paris 1738, S. 1–11.
- De la mesure du pendule à Saint-Domingue. In: Histoire de l’Académie des sciences … 1735. Paris 1738, S. 529–544.
- Sur l’arbre du Quinquina. In: Histoire de l’Académie des sciences … 1738. Paris 1740, S. 226–243.
- Relation abrégée d’un voyage fait dans l’intérieur de l’Amérique méridionale … In: Histoire de l’Académie royale des sciences … 1745. Paris 1749, S. 391–492.
- Extraits des opérations trigonométriques, et des observations astronomiques, faites pour la mesure des degrés du Méridien aux environs de l’Équateur. In: Histoire de l’Académie des sciences … 1746. Paris 1751, S. 618–688.
- Nouveau projet d’une mesure invariable, propre à servir de mesure commune à toutes les nations. In: Histoire de l’Académie des sciences … 1747. Paris 1752, S. 489–514.
- Mémoire sur l’inoculation de la petite vérole. In: Histoire de l’Académie des sciences … 1754. Paris 1759, S. 615–670.
- Extrait d’un Journal de Voyage en Italie. In: Académie Royale des Sciences (Hrsg.): Mémoires de l’Académie Royale des Sciences … 1757. Imprimerie Royale, Paris 1762, S. 336–410 (Digitalisat auf Gallica).
- Second mémoire sur l’inoculation de la petite vérole … 1754 à 1758. In: Histoire de l’Académie des sciences … 1758. Paris 1763, S. 439–482.
- Suite de l’histoire de l’inoculation … depuis 1758 jusqu’en 1765. Troisième mémoire. In: Histoire de l’Académie des sciences … 1765. Paris 1768, S. 505–532.

### Levante (1731–1732)
- Observations mathématiques et physiques faites dans un voyage de Levant … Paris 1735.
- Tunis, le Bardo, Carthage. Extraits inédits du Journal de mon voyage au Levant (21 mai-6 octobre 1731). In: Henri Begouen (Hrsg.): Revue tunisienne. Hf. 17, Tunis 1898.
- Journal de mon voyage du Levant: [Relation d’] une mission de M. de La Condamine aux Echelles de Barbarie. In: Paul-Emile Schazmann (Hrsg.): Revue maritime. Paris 1937.
- Voyage au Levant-Alger: Le Voyage de La Condamine à Alger (1731). In: Marcel Emerit (Hrsg.): Revue africaine. (ZIP; 12,7 MB), Bd. XCVIII, Alger 1954, S. 354–381.

### Südamerika (1735–1745)

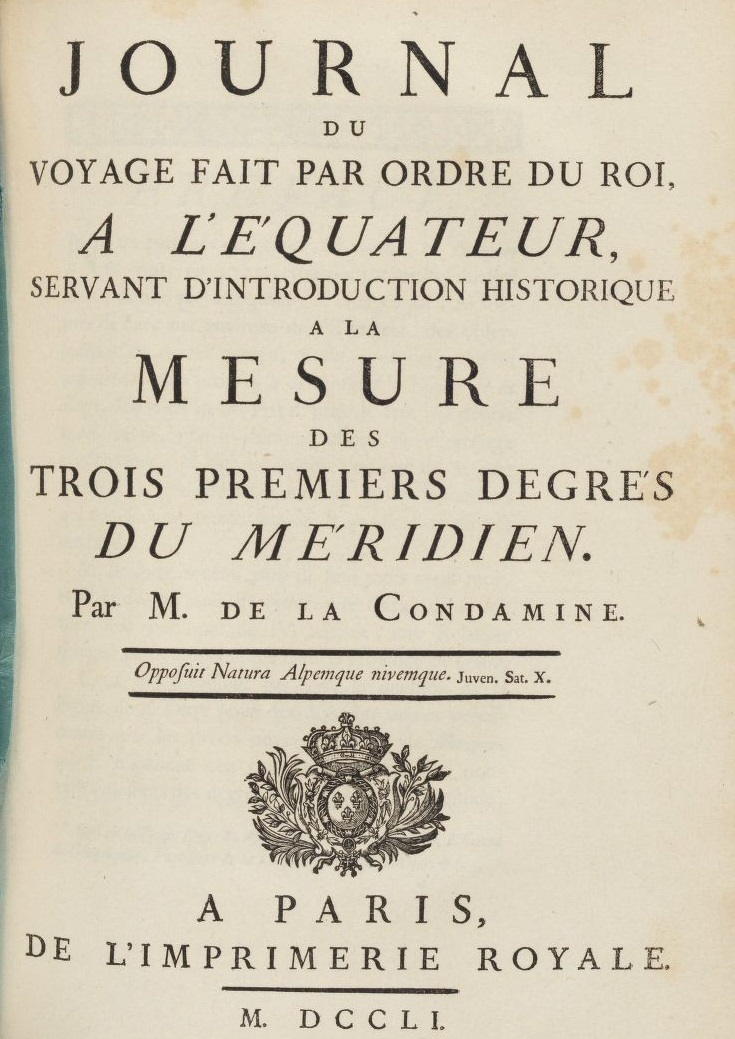
Journal du voyage fait par ordre du roi, a l’équateur, 1751

- Relation abrégée d’un voyage fait dans l’intérieur de l’Amérique méridionale … Paris 1745.
- Lettre à Madame *** sur l’émeute populaire excitée en la ville de Cuenca … Paris 1746.
- Journal du voyage fait par ordre du Roi à l’Equateur servant d’introduction historique à la mesure des trois premiers degrés du méridien. Imprimerie Royale, Paris 1751 (manioc.org).
- Mesure des trois premiers degrés du méridien dans l’hémisphère austral, tirée des observations de MM. de l’Académie Royale des Sciences, envoyés par le Roi sous l’Équateur. Imprimerie Royale, Paris 1751 (Digitalisat auf Gallica).
- Relation abrégée d’un voyage fait dans l’intérieur de l’Amérique méridionale, depuis la côte de la Mer du Sud, jusqu’aux côtes du Brésil & de la Guyane, en descendant la riviere des Amazones, par M. de La Condamine, de l’Académie des Sciences, avec une carte du Maragnon, ou de la riviere des Amazones, levée par le même. Nouvelle édition augmentée de la Relation de l’emeute populaire de Cuença au Pérou, et d’une lettre de M. Godin des Odonnais, contenant la relation du voyage de Madame, Godin, son epouse, &c. Jean-Edme Dufour, Philippe Roux, Maastricht 1778 (manioc.org).
- Mémoire sur une résine élastique, nouvellement découverte à Cayenne. In: Mémoires de l’Académie Royale. Paris 1751.
- Mesure des premiers trois degrés du méridien dans l’hémisphère austral. Paris 1751.
- Supplément au Journal historique du voyage à l'équateur …. Paris 1752.

### Inokulation und Pockenimpfung
- Mémoire sur l’inoculation de la petite vérole. Paris 1754.
- Second mémoire sur l’inoculation … Paris 1759.
- Réponse de M. La Condamine au défi de M. Gaullard. s.l. 1759.
- Lettres de M. La Condamine à M. Daniel Bernoulli. s.l. 1760.
- Lettres de M. de La Condamine à M. le Dr. Maty sur l’état présent de l’inoculation en France. Paris 1764.
- Mémoires pour servir à l’histoire de l’inoculation de la petite vérole … Paris 1768.
- Histoire de l’inoculation de la petite vérole … Paris 1773.

### Varia
- Lettre critique sur l’éducation. Paris 1751.
- Histoire d’une jeune fille sauvage trouvée dans les bois … Paris 1755.
- Les Quand: adressés à M. Palissot et publiés par lui même. s.l. 1760.
- Discours prononcés dans l’Académie française … à la réception de M. La Condamine. Paris 1761.
- Le Pain Mollet. s.l. 1768.
- Nouveaux délassemens de M. de Voltaire. Lausanne 1773.
- Lettre de M. L. C. à M. Grouber de Groubentail, sur son ouvrage intitulé, La finance politique, réduite en principe & en pratique, pour servir de système général en finance. Paris 1775.
- Choix des poésies de Pezai, Saint-Péravi et La Condamine. Paris 1810, S. 277–312.
- Achille Le Sueur (Hrsg.): La Condamine, d’après ses papiers inédits. Amiens 1910.

## Filme
- Annabel Gillings: Der lange Weg zum Äquator. Universum, Deutsche Bearbeitung: Sabine Holzer, 2007 (Österreich).
- Albert Barillé: Es war einmal … die Entdeckung unserer Welt. La Condamine – Entlang des Äquators. Frankreich 1996/1998. .
- Claude Collin Delavaud: Sur les pas de La Condamine. Frankreich 1987.